# Maria Hermina Grivot
Św. Maria Hermina od Jezusa (Irma Grivot) (ur. 28 kwietnia 1866 r. w Beaune we Francji – zm. 9 lipca 1900 r. w Taiyuan, prowincja Shanxi w Chinach) – święta Kościoła katolickiego, zakonnica ze zgromadzenia franciszkanek misjonarek Maryi, misjonarka, męczennica.

## Życiorys
Jej ojciec był bednarzem, a matka zajmowała się domem. Irma Grivot pragnęła zostać zakonnicą, ale jej rodzice byli temu przeciwni. Żeby stać się bardziej niezależną, zaczęła zarabiać na życie udzielając lekcji. W 1894 r. wstąpiła do franciszkanek misjonarek Maryi przyjmując imię Maria Hermina od Jezusa. Miała słabe zdrowie, ale silną wolę.
W 1898 r. biskup z Chin Franciszek Fogolla udał się do Turynu na Międzynarodową Wystawę Chińskiej Kultury i Sztuki. Następnie podróżował z czterema chińskimi seminarzystami po Europie, dzięki czemu pozyskał środki potrzebne dla misji. Na jego prośbę matka Maria od Męki Pańskiej, założycielka zgromadzenia franciszkanek misjonarek Maryi, wyznaczyła siedem sióstr do wyjazdu na misje do Chin (Marię Herminę, Marię od Pokoju, Marię Klarę, Marię od Bożego Narodzenia, Marię od św. Justyna, Marię Adolfinę, Marię Amandynę). Do Taiyuan razem z biskupem pojechało dziewięciu młodych księży i zakonnice ze zgromadzenia franciszkanek misjonarek Maryi. Maria Hermina została przełożoną siedmiu zakonnic wysłanych do Taiyuan. Siostry służyły biednym, chorym i zajmowały się sierotami.
Wkrótce po ich przybyciu do Chin, podczas powstania bokserów, doszło do prześladowań chrześcijan. Kiedy zagrożenie zwiększyło się tak, że siostry powinny przenieść się w bezpieczniejsze miejsce, nie zgodziła się uciekać. Maria Hermina od Jezusa mówiła „Adoracja Najświętszego Sakramentu jest połową mojego życia. Drugą połową jest zaznajamianie ludzi z Jezusem i pozyskiwanie dusz dla Niego”. Zarządca prowincji Shanxi Yuxian nienawidził chrześcijan. Z jego polecenia biskup Fogolla został aresztowany razem z 2 innymi biskupami, 3 księżmi, 7 zakonnicami, 7 seminarzystami, 10 świeckimi pomocnikami misji i kilkoma chińskimi wdowami. Aresztowano również protestanckich duchownych razem z ich rodzinami. Maria Hermina została stracona razem z współsiostrami z rozkazu gubernatora Shanxi 9 lipca 1900 r. W tym dniu zabito łącznie 26 męczenników. W styczniu 1901 r. nowy zarządca prowincji urządził ich uroczysty pogrzeb.

## Dzień wspomnienia
9 lipca w grupie 120 męczenników chińskich.

## Proces beatyfikacyjny i kanonizacyjny
Siostry zostały beatyfikowane 24 listopada 1946 r. przez Piusa XII w grupie Grzegorz Grassi i 28 Towarzyszy. Kanonizowane w grupie 120 męczenników chińskich 1 października 2000 r. przez Jana Pawła II.